# Rosselrupsvogel
De rosselrupsvogel (Edolisoma rostratum) is een zangvogel uit de familie Campephagidae (rupsvogels). Eerder werd deze vogel beschouwd als een ondersoort van de sahoelrupsvogel (E. tenuirostre), die toen nog monniksrupsvogel heette.

## Verspreiding en leefgebied
Deze vogel komt voor op het eiland Rossel in de Louisiaden ten zuidoosten van Nieuw-Guinea.

## Status
De grootte van de populatie is niet gekwantificeerd en er is maar weinig over deze vogel bekend. Aangenomen wordt dat de soort achteruitgaat door ontbossing. Op de Rode lijst van de IUCN heeft deze soort daarom de status gevoelig.